# Epicauta crucera
Epicauta crucera es una especie de coleóptero de la familia Meloidae.

## Distribución geográfica
Habita en Bolivia.
Se la halla en el sudeste de Brasil, Paraguay, Uruguay, norte y centro-este de Argentina (provincias de Buenos Aires, Catamarca, Córdoba, Corrientes, Chaco, Entre Ríos, Formosa, La Pampa, Misiones, Mendoza, San Luis, Santa Fe, Santiago del Estero, Tucumán, Salta, Jujuy, San Juan).
La localidad tipo es listada como "Amérique méridionale" y "Paraguay."1 Santiago F. Bovio Delgado